# Institut astronomique de l'Académie roumaine
L'Institut astronomique de l'Académie roumaine (en roumain Institutul Astronomic al Academiei Române) a été créé 1990 par l'union de trois observatoires astronomiques, ceux de Bucarest, de Cluj-Napoca et de Timișoara.

## Dirigeants de l'observatoire
- 1908-1938 : Nicolae Coculescu, fondateur de l'Observatoire de Bucarest
- 1938-1943 : Constantin C. Popovici
- 1943-1963 : Gheorghe Demetrescu. Il a participé à l'installation du grand télescope équatorial photographique et de lunettes méridiennes à l'Observatoire astronomique de Bucarest, puis a fondé l'Observatoire à Cluj.
- 1963-1977 : Constantin Drâmbă